# Trzcianka (Nowy Tomyśl)
Pour les articles homonymes, voir Trzcianka.
Trzcianka (prononciation : [ˈtʂt͡ɕanka]) est un village polonais de la gmina de Kuślin dans le powiat de Nowy Tomyśl de la voïvodie de Grande-Pologne dans le centre-ouest de la Pologne.
Il se situe à environ 3 kilomètres au nord de Kuślin (siège de la gmina), à 18 kilomètres au nord-est de Nowy Tomyśl (siège du powiat) et à 39 kilomètres à l'ouest de Poznań (capitale régionale).

## Histoire
De 1975 à 1998, le village faisait partie du territoire de la voïvodie de Poznań.

Depuis 1999, Trzcianka est situé dans la voïvodie de Grande-Pologne.